# Castello di Castellengo
Il castello di Castellengo è un antico castello situato a Castellengo in Piemonte.

## Storia
La tradizione attribuisce la costruzione del castello ad Alberico di Monterone nel X secolo, ma più attenti studi ne fanno risalire la fondazione a tempi più antichi.
Il castello appartenne alla famiglia De Bulgaro, la quale dal XII secolo assunse il nome di De Castellengo.
Risale al 1374 la dedizione a casa Savoia; nel 1406, il castello venne occupato dal soldato di ventura Bando di Firenze, fatto che costò ai De Castellengo l’accusa di tradimento nei confronti dei Savoia. Per riprenderne possesso Amedeo VIII di Savoia assediò il castello fino al febbraio del 1409.

## Descrizione
Il castello sorge su una delle prime alture ai margini della pianura biellese, sulla riva destra del torrente Cervo.

## Galleria d'immagini

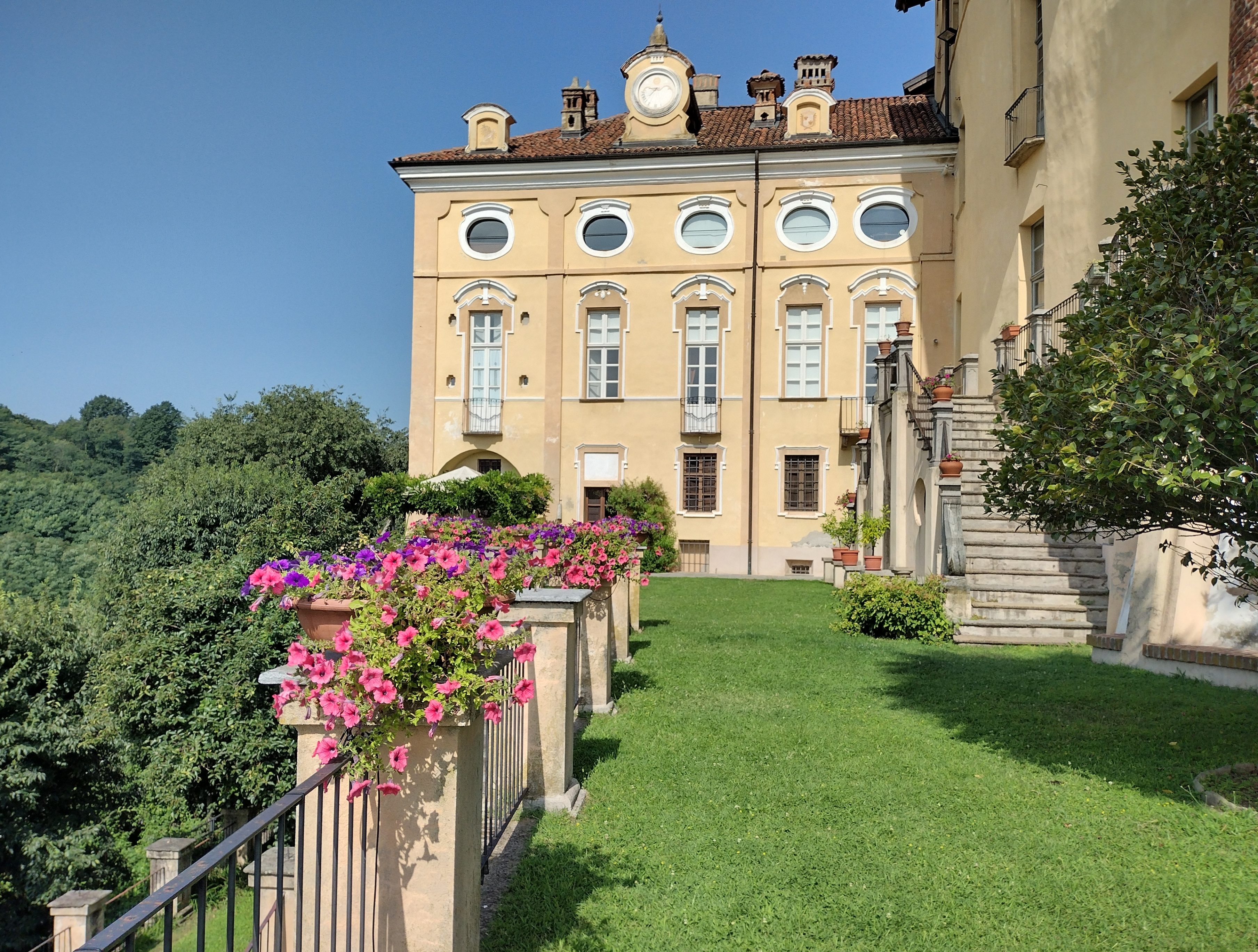
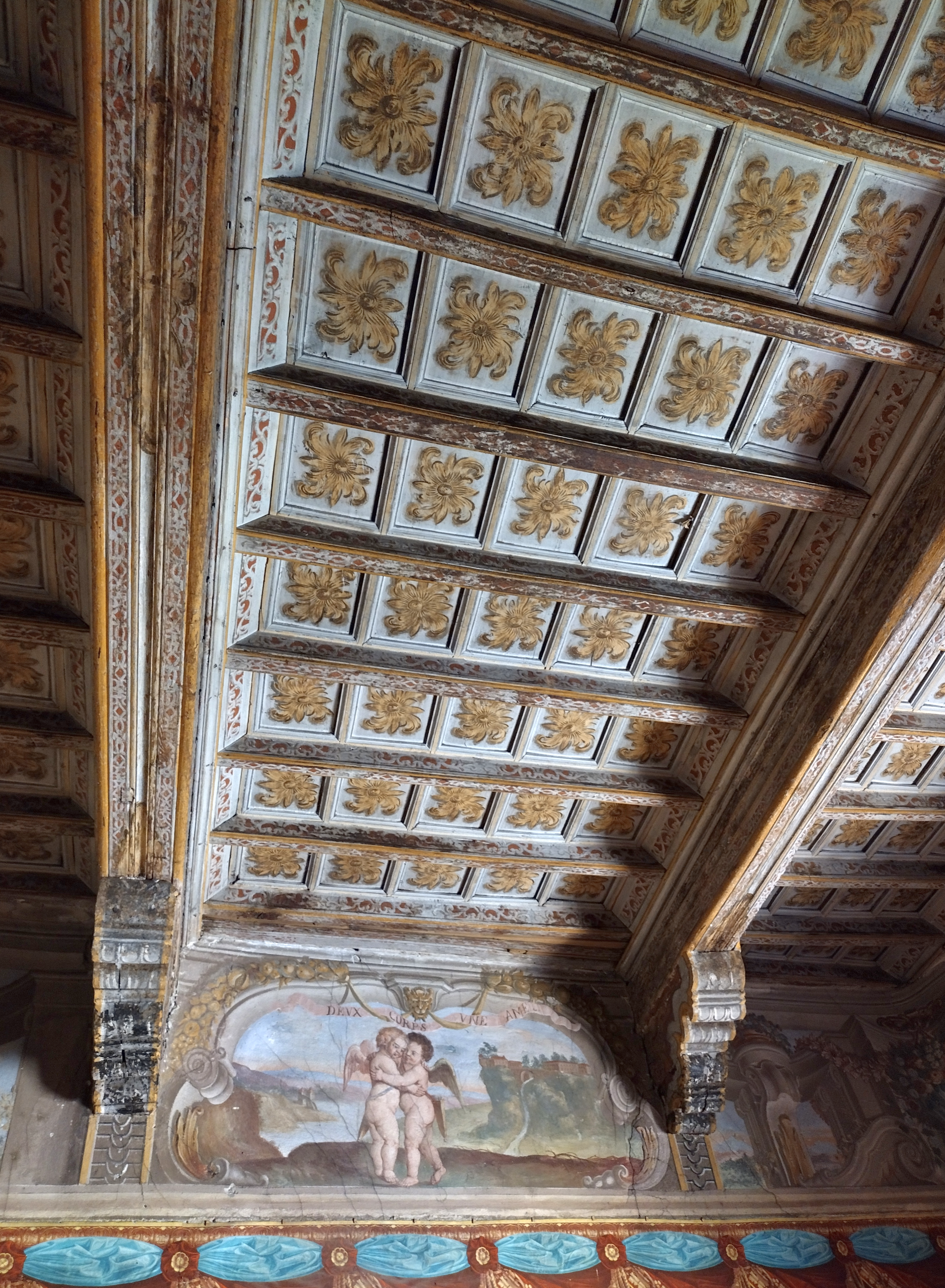
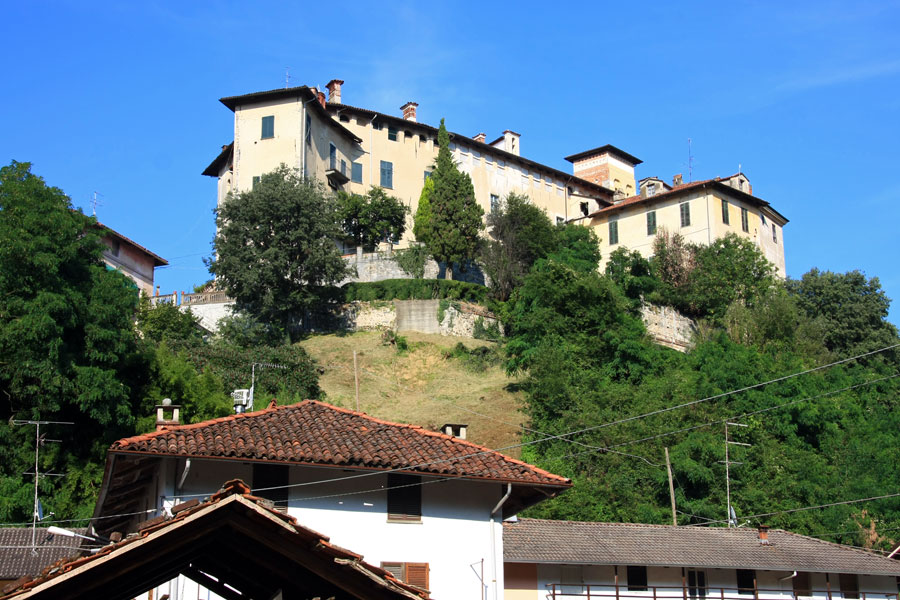